# Fortaleza de Gungnae
La Fortaleza de Gungnae (en alfabeto hangul: 국내성) o ciudad de Gungnae o Guonei fue la segunda capital del antiguo reino, Goguryeo. Este lugar está ubicado actualmente en la ciudad de Ji'an (集安), en la provincia china de Jilin.

## Historia
Gungnae fue la elegida para ser la capital por Yuri, el segundo rey del reino de Koguryo, que fue trasladada durante el décimo mes del año 3 d. C..
La fortaleza fue saqueada en múltiples ocasiones hasta la llegada del XIX rey Gwanggaeto el Grande, que expandió el territorio de Goguryeo y convirtió al reino en una potencia pujante en el noreste de Asia. Cuando el rey Gwanggaetto murió en el 413, su hijo, Jangsu se coronó y la capital se mudó a Pionyang en el 427. La fortaleza de Gungnae siguió jugando un papel importante como el centro social y cultural después del traslado.
Antes de la caída de Goguryeo, Gungnae-seong cayó derrotado por la alianza de Silla-Tang, el general Yeon Namsaeng rindió la ciudad en 666.  El reino de  Goguryeo sucumbió en 668.

## Galería

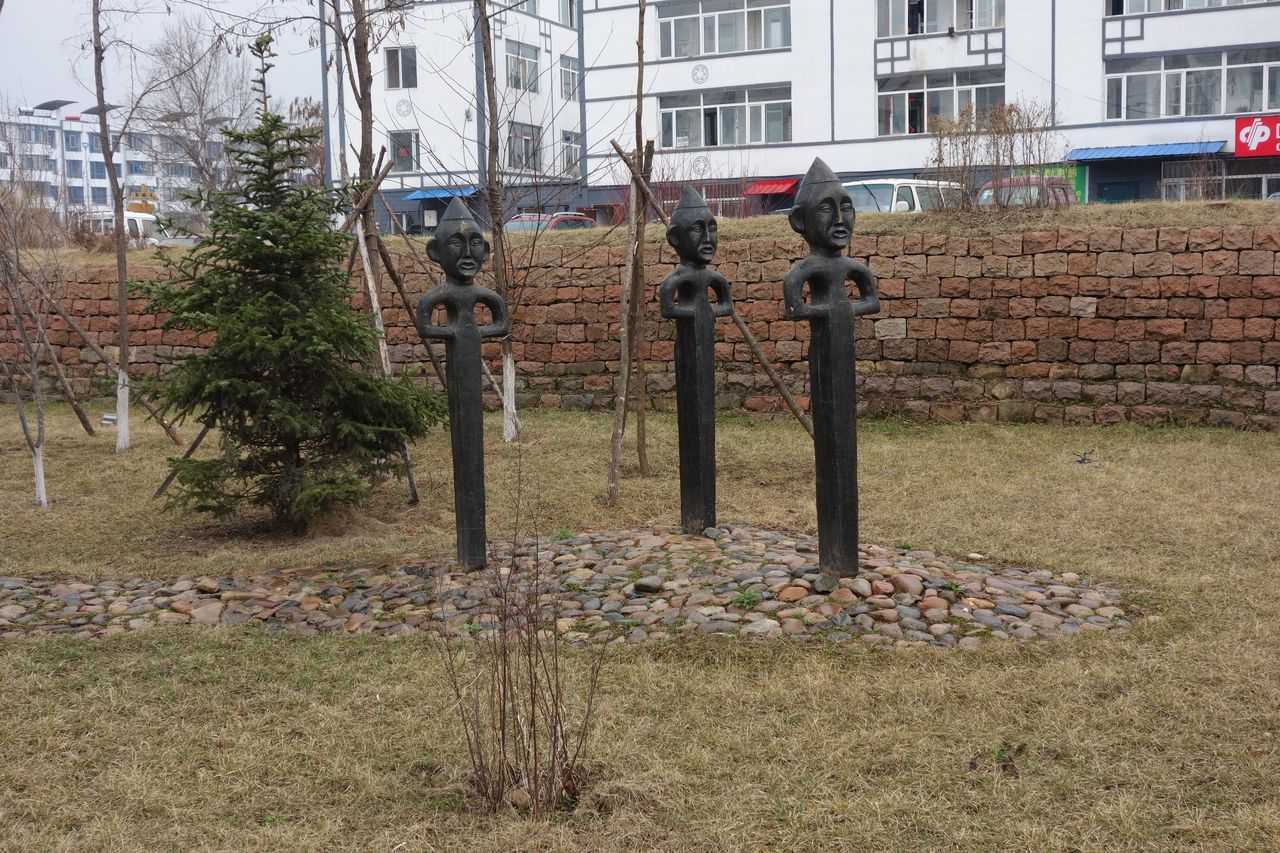
Estatuas en las ruinas de la fortaleza de Gungnae
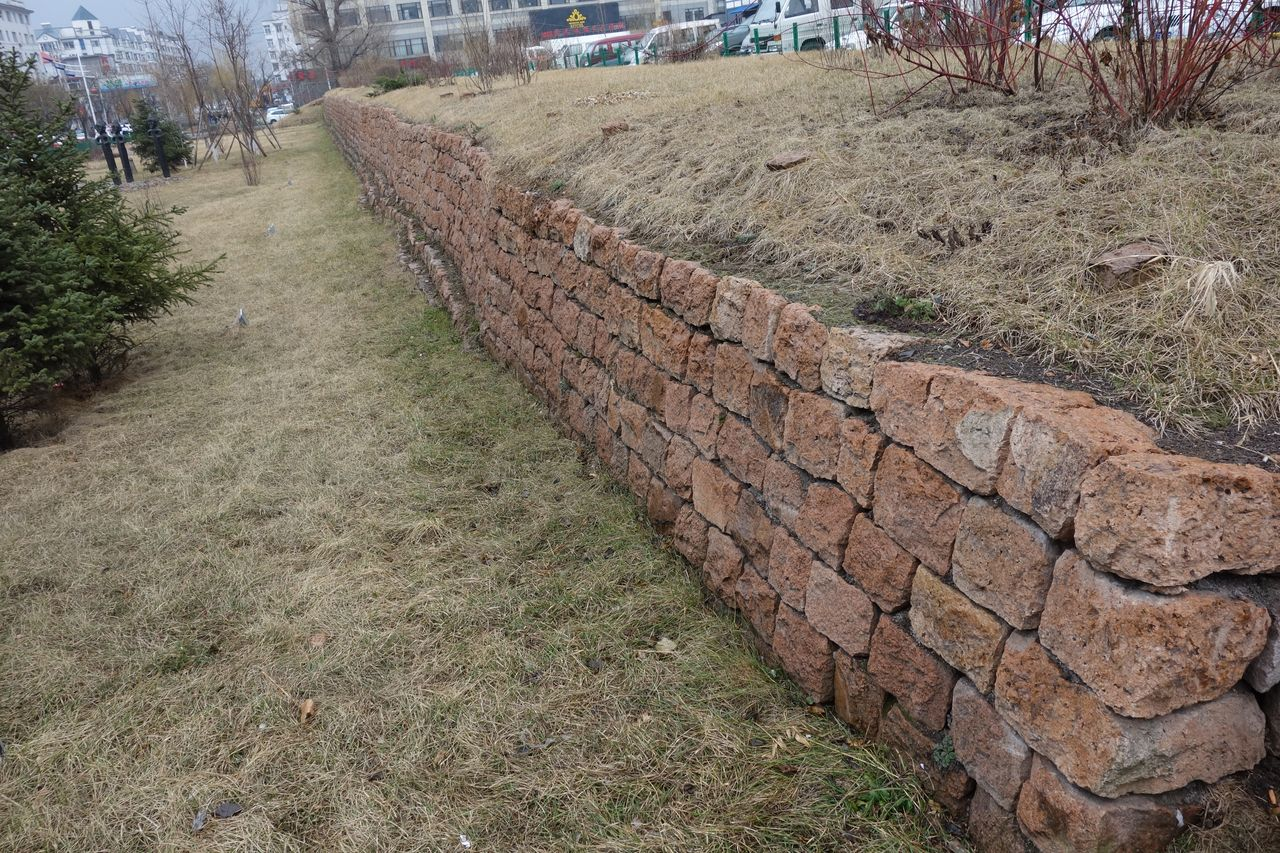
Parte de la muralla de la fortaleza de Gungnae